# Élection présidentielle chilienne de 2025
Pour les articles homonymes, voir Élection présidentielle de 2025.
 (juillet 2024).
Le contenu est difficilement compréhensible vu les erreurs de traduction, qui sont peut-être dues à l'utilisation d'un logiciel de traduction automatique.
L'élection présidentielle chilienne de 2025 est prévue le 16 novembre afin d'élire pour quatre ans le président de la République du Chili. Des élections parlementaires et régionales sont organisées simultanément. Un deuxième tour éventuel a lieu le 14 décembre suivant.
Le président sortant, Gabriel Boric, ne peut être candidat à sa réélection, la Constitution chilienne interdisant les mandats successifs.

## Système électoral
Le président de la République est élu au scrutin uninominal majoritaire à deux tours pour un mandat de quatre ans non renouvelable de manière consécutive. Est élu le candidat qui recueille la majorité absolue des votes valides au premier tour, organisé le troisième dimanche de novembre de la quatrième année du mandat présidentiel en cours. À défaut, les deux candidats arrivés en tête au premier tour s'affrontent lors d'un second organisé le quatrième dimanche suivant le premier, et celui recueillant le plus de voix est déclaré élu.

## Candidatures

### Période pré-électorale

#### Candidatures de la coalition présidentielle
Depuis l'élection de Gabriel Boric en 2021, un espoir de transformation sociale et économique du pays s'est levé. Cependant, la large victoire du « non » au référendum constitutionnel de 2022 et l'impopularité de Boric rendent incertain le maintien de la gauche au pouvoir après 2025. Des candidatures sont évoquées :
- Approbation dignité, formée en 2021 comme coalition entre le Parti communiste et le Front large (ce dernier converti en parti politique en 2024), prévoit une primaire élargie pour définir son potentiel candidat ou candidate. Jusqu'à ce moment, la candidate en meilleure position dans les enquêtes est la ministre Camila Vallejo, qui a décidé de ne pas se prononcer pour le moment[3]. D'autres noms sont évoqués comme celui du communiste Daniel Jadue[4] ou de Tomás Vodanovic ;
- Socialisme démocratique, formé en 2022 comme coalition de partis politiques soutenant le gouvernement de Gabriel Boric. Trois possibles candidatures se détachent pour une future primaire : celle de l'ancienne présidente Michelle Bachelet, la ministre Carolina Tohá[5] et le professeur Francisco Vidal[6]. De plus, le parti se montre prêt à élargir la coalition présidentielle vers le Parti démocrate-chrétien[7].

#### Candidatures de l'opposition
Depuis les élections présidentielles de 2021, où José Antonio Kast a perdu, l'opposition de droite a entamé une intense discussion pour choisir un candidat à la présidentielle. Le succès électoral obtenu après le référendum de 2022 a stimulé deux grandes candidatures dans les deux secteurs majeurs de l'opposition : Evelyn Matthei et José Antonio Kast.
- Chile Vamos, coalition formée en 2016 pour réunir des partis politiques de centre-droit et de droite, s'est en partie désunie. En effet, à partir de 2022, la gestion d'Evelyn Matthei dans la commune de Providencia l'a portée à être la candidate la mieux placée dans les sondages, ce à quoi s'est ajoutée une revalorisation de Sebastián Piñera[8]. Cependant, le décès de l'exprésident en février 2024 a facilité le chemin à Matthei, dans l'attente d'une primaire électorale[9].
- Parti national libertarien : Johannes Kaiser est un candidat potentiel à ces élections.
- Parti républicain, formation beaucoup plus conservatrice dirigée par Kast : depuis sa défaite en 2021[10], Kast se positionne comme le leader de l'opposition. Cependant, une série d'erreurs dans la campagne du référendum constitutionnel de 2023 a provoqué sa chute dans les sondages[11].

De plus, la droite s'est également divisée après le référendum constitutionnel de 2023. Chile Vamos et le Parti républicain ont appelé à voter pour, bien qu'un secteur du PR dominé par le sénateur Rojo Edwards et la journaliste indépendante Teresa Marinovic ait appelé à voter contre. Ce secteur politique, après le triomphe du non, a pris la décision de présenter une candidature présidentielle, celle du député Johannes Kaiser, puis celle de l'avocate Marcela Cubillos.

#### Candidatures indépendantes
Les candidatures indépendantes ou alternatives ne sont alignées ni sur les partis du gouvernement de Gabriel Boric, ni sur l'opposition actuelle à ce gouvernement. D'une part, à gauche, les noms du cinéaste Marco Enríquez-Ominami et du professeur Eduardo Artés ont été proposés. A droite, la journaliste Pamela Jiles (dont le positionnement idéologique n'est pas clair,), l'ingénieur Franco Parisi, le député Gaspar Rivas, le maire Rodolfo Carter (ce dernier, proche de Chile Vamos), ont été évoqués,. Enfin, à l'extrême droite, l'irruption de l'écrivain Axel Kaiser reste finalement sans effet puisqu'il se retire en faveur de son frère Johannes.